# 逆進程
逆進程（英語：Reverse Course），又譯逆轉政策、逆轉路線，是第二次世界大戰戰後日本盟軍佔領時期期間，美國及同盟國對日本國的一項政策調整。該進程約莫於1947年至1948年間開始實行，直至1952年佔領期結束為止。美國軍官、外交官小威廉·亨利·德雷珀、喬治·凱南與所謂“日本遊說團（Japan Lobby）”等人是該進程的關鍵人物。
1947年9月，凯南指导下模画出的进程行动纲领显示，这项政策旨在将日本改造为一个“对美友好”国家；在外事上跟从美国的指导。当时，日本的共产主义运动形成了一定的势力，为了防止美国国家利益的受损，凯南选择了日本国内的保守势力为统治日本的“最适者”、“最稳定因素”并给予了支持。一言以蔽之，有关美国官员将这样的一种日美关系称为“遥控”。凯南本人甚至认为，如果需要抗衡苏联，可以酌情恢复日本在朝鮮和满洲的势力。

## 另見
- 再軍備（日语：再軍備）
- 反动